# Giovanni Crato von Krafftheim
Giovanni Crato von Krafftheim, originariamente Johannes Krafft; ma anche: Crato von Crafftheim o  Johannis Cratonis (Breslavia, 22 novembre 1519 – Norimberga, 19 ottobre 1585), è stato un medico e umanista tedesco.
Nato Johann Krafft, era figlio dell'artigiano e consigliere Christoph Krafft.

## Biografia

### Gli studi
Fu allievo dei ginnasi di Breslavia St. Elisabeth e Maria-Magdalena. Grazie ai suoi eccellenti risultati negli studi ottenne dal Consiglio della città di Breslavia uno stipendio annuo di 20 fiorini e contributi dalle famiglie patrizie, che gli resero possibili gli studi universitari.
Dal 1535 Crato studiò teologia all'Università di Wittenberg ed abitò per sei anni nella casa di Martin Lutero. Qui fece anche la conoscenza con Filippo Melantone, sotto la cui influenza si occupò approfonditamente di lingue classiche. Dopo che nel 1538 morì il suo mecenate Johannes Metzler, Melantone lo presentò ad Ambrosius Moibanus. Nel 1542 egli terminò gli studi nelle arti liberali ricevendo il diploma di Magister. Durante il suo soggiorno a Wittenberg, egli tenne un diario, che J. Aurifaber sfruttò per il suo Tischreden und Colloquia D. M. Luthers (Discorsi conviviali e colloqui di Lutero, stampato nel 1566 ed attraverso il quale Crato è ancor oggi noto).
Dietro consiglio di Lutero, che lo sconsigliò dal seguire un percorso nella teologia, si propose di studiare medicina. Nel 1544 accettò un incarico temporaneo di Maestro di Corte presso un conte di Wertheim a Lipsia. In quel periodo fece amicizia con il medico e naturalista Joachim Camerarius il Giovane.
Con il sostegno finanziario del Consiglio di Breslavia ed i suggerimenti di Filippo Melantone e Joachim Camerarius, Crato iniziò i suoi studi in Medicina nel 1546, presso l'Università di Padova. Egli fu allievo del famoso Giovanni Battista Monte, che influì profondamente sulle sue prime opere. Terminò gli studi in medicina conseguendo a Padova il dottorato, dopo di che intraprese, con i suoi amici Giovanni Battista Hainzel e Paul Hainzel, un viaggio in Italia, dopo di che esercitò per breve tempo come medico praticante a Verona.

### L'attività professionale
Nel 1550 Crato rientrò nella sua città natale di Breslavia e venne nominato secondo medico della città. Nello stesso anno sposò la figlia del segretario della città, Johannes Scharf von Werd, dalla quale ebbe un figlio e due figlie.
Nel 1553 ricevette la visita di Hubert Languet. Nel 1554, a seguito dell'epidemia di peste scoppiata in città, egli realizzò cospicui guadagni, dopo che una sua Ordinanza sulla peste era già da lui stata redatta nel 1553. Fu tra i primi a riconoscere la contagiosità del morbo. Per la sua intensa attività a favore dei contagiati, il consiglio della città gli riconobbe uno stipendio annuo di 100 talleri, con il compito di assistere e curare gratuitamente servi e studenti poveri della città.
Sebbene la fama di Crato si fosse ormai estesa a tutta la Germania, nel 1561 l'allora consigliere in carica Hans Morenberger lo sollevò dal suo incarico di medico dei bisognosi, ritenendolo sospetto di calvinismo. Poco prima la sua conversione dalla fede cattolica a quella protestante aveva attirato l'attenzione.
Nel 1560 egli era stato chiamato alla corte di Vienna e nominato medico personale dell'imperatore del Sacro Romano Impero Ferdinando I. Con l'aggravarsi della malattia di quest'ultimo, egli si trasferì nel 1563 a Vienna, ma dopo la morte dell'imperatore, avvenuta nel 1564, rientrò con la famiglia a Breslavia. Tuttavia, l'anno successivo egli venne nominato medico personale del successore di Ferdinando I, Massimiliano II, presso il quale prestò servizio per i successivi undici anni.
Nel 1567 Crato venne elevato da Massimiliano II, che lo copriva di onori e generosamente lo remunerava, alla dignità nobiliare ed un anno dopo nominato Conte palatino imperiale.
Crato godeva in grande misura della fiducia dell'imperatore, che egli sfruttò a favore del calvinismo. In questo impedì ai gesuiti di corte di convincere Massimiliano a combattere il protestantesimo. Come rappresentante della corrente malantonico-calvinista, Crato combatteva i seguaci di Mattia Flacio Illirico.
Come conseguenza degl'intrighi di corte Crato, che era un convinto esponente della Scuola medica, dovette sopportare che al letto di morte dell'imperatore fosse stato chiamato un medicastro di Ulm. Dopo la morte dell'imperatore, avvenuta nel 1576, venne cacciato, come tutti gli altri protestanti, dal servizio di corte e tornò a Breslavia.
Già nel 1577 si vide richiamare a Praga come medico personale di corte Rodolfo II. Sebbene ammalato egli stesso, si trasferì ancora una volta a Praga, per poter assistere giornalmente l'imperatore. Già dall'inizio tuttavia, egli dovette subire l'ostilità dei gesuiti, la cui influenza a corte cresceva e si sforzò di ottenere l'esonero dal servizio di corte. Nell'autunno del 1581 ebbe termine il suo incarico. Egli rientrò quindi nelle sue proprietà a Szczytna, nella contea di Glatz, che aveva acquistato nel 1567, e vi fondò una comunità riformata con chiesa e predicatore.
Egli intendeva trascorrere il resto della sua vita nelle sue proprietà. Volendo però prendere nuovamente parte del mondo scientifico, nel 1583 tornò a Breslavia e lasciò le sue proprietà al figlio. Nonostante l'età e la malattia lavorò nuovamente a Breslavia come medico contro la peste per la comunità, ma dovette vedere la propria consorte morire per il contagio. La stessa cosa capitò a lui il 19 ottobre 1585.

## Il primo rapporto autoptico scritto conosciuto
La prima autopsia della quale vi sia un rapporto scritto venne eseguita da Crato von Krafftheim e dal medico di corte Petrus Suma il 13 ottobre 1576 a Ratisbona sul cadavere dell'imperatore Massimiliano II. Il protocollo autoptico venne sottoscritto dal dottor Fabricius ed autenticato dal notaio Linda. I visceri dell'imperatore vennero poste entro una teca di rame dorata, che fu posta nell'altare del duomo di Ratisbona. Ancor oggi una lastra commemorativa in pietra con la corona imperiale, il monogramma di Massimiliano e il numero dell'anno 1576 si trova in quel luogo. Il cuore dell'imperatore venne riposto in una teca preziosa insieme alla salma, conservata nella bara. Se si sia trattato di una vera e propria autopsia in senso scientifico-anatomico, è ancora tuttavia dubbio.

## Opere
- Idea doctrinae Hippocraticae, 1554
- Methodus therapeutica ex Galeni et J. B. Montani sententia, Basel 1555
- Ordnung oder Präservation zur Zeit der Pest, Breslau 1555
- Isagoge medicinae, Venedig 1560
- Perioche methodica in libros Galeni, Basel 1563
- De morbo gallico commentarius, Frankfurt 1564
- Mikrotechne, seu parva ars medicinalis
- Ordnung der Praeservation: Wie man sich zur zeit der Jnfection vorwahren, Auch Bericht, wie die rechte Pestilentz erkandt, vnd curirt werden sol. - Jetzo aber alles mit fleiß auffs new vbersehen, vnd corrigiert - Franckfurt am Mayn: Feyerabend, 1585. Digitalisierte Ausgabe der Universitäts- und Landesbibliothek Düsseldorf
- Commentarii de vera praecavandi et curandi febrem pestilentem contagiosam ratione (übersetzt von Martin Weinreich)
- Consilia et Epistolae medicinales, 1591, 1592, 1593 u. a.
- Ioannis Cratonis A Krafftheim ... Epistola Ad Ioannem Sambvcvm Med. Doct. Consiliarivm Et Historicvm Caesarevm De Morte Imperatoris Maximiliani Secvndi. Nvnc Primvm Edidit / Christ. Godofred. Grvner. Litteris Mavkii, lenae 1781 Digitalisierte Ausgabe der Universitäts- und Landesbibliothek Düsseldorf